# Wang Junying
Wang Junying (chinois simplifié : 王俊英) est une artiste-peintre chinoise née en 1970 à Dalian dans la province du Liaoning. 

## Biographie
Wang Junying entre à l’académie des beaux-arts de Luxin à 18 ans et en parallèle elle étudie à l’université l’histoire des minorités. En 1983
Ces œuvres sont à la fois artistiques et ethnologiques. Elle témoigne, à travers ces dernières, de la vie chinoise ancestrale à travers la reproduction de costumes traditionnels. Elle peint surtout des femmes dans leurs habits. Ils sont tous différents d’une femme à l’autre car elle va dans beaucoup de villages pour observer les costumes typiques des villageois. 
«  Ces habits sont de véritables synthèses des habitudes graphiques, des couleurs et des symboles utilisés dans l’endroit de sa fabrication. De plus, chaque pièce est confectionnée par la jeune fille qui va la porter. Elle revêt donc pour elle une importance considérable », Wang Junying
Parallèlement aux beaux-arts, Wang Junying se spécialise sur l’histoire des 56 peuples minoritaires de son pays, qui, avec la modernisation sont amenées à s’uniformiser voire à disparaître. 
Elle décide de se lancer dans l’élaboration d’une « fresque ethnique ». Elle nous restitue leurs us et coutumes, leurs bijoux, leurs tenues vestimentaires, leurs différences... 
Il s’agit d’un langage pictural à part entière, un langage mis en scène avec beauté. Chaque tableau nous fait passer d’un univers à l’autre, d’une ethnie à l’autre, d’une étoffe à l’autre, d’une broderie à l’autre. Désireuse de laisser un témoignage au travers de sa peinture, Wang Junying a créé une bibliothèque étonnante et précieuse des différents peuples de Chine. 
Elle expose en France depuis huit ans et c’est toujours avec la même émotion que nous vivons les toiles de cette belle et talentueuse artiste.

## Quelques œuvres
- Femme à la lecture, 1999
- En Mouvement, 2000
- Les Fleurs, 2001
- Madame élégante, 2002
- Un autre hiver encore
- Un autre rouge, 2005

## Prix
- 1997,  Lauréate du Prix Juliette et Constant Roux, Académie des Sciences, Lettres et Arts de Marseille
- 2001, Prix du public, médaille d’or de la ville de Marseille

## Expositions
- 2000, Paris
- 2006, L’Arche et la route de la soie, ambassade du tourisme à Saint-Tropez

## Sources
- CIMAISE, n° 281, 2006